# جيل الثورة
جيل الثورة هو جيل مثلت الثورة لأفراده حدثًا أو تأثيرًا رئيسيًا في حياتهم. وترتبط الثورات عادةً بأمم معينة.

## الصين
تمتع القادة السياسيون لجيل الثورة في الصين، مثل ماو تسي تونغ، بقدر هائل من الثقة بالنفس.

## كوبا
عرف الثوار في كوبا عام 1959 بجيل المئوية بعد مرور مئة عام على ميلاد خوسيه مارتي في عام 1853.

## فرنسا
أنتج نظام التعليم الحكومي الجامعي الذي أسسه نابليون جيل ما بعد الثورة في فرنسا.

## ألمانيا
مثلت أربعينيات القرن التاسع عشر عقدًا حاسمًا في ألمانيا، الأمر الذي تجلى في أحداث عام 1848 التي شكلت جيلاً من الألمان.

## إسرائيل
يُقال أن جيل العليا الثانية كان الأهم والأكثر تأثيرًا. وامتدت هذه العليا من عام 1904 إلى 1714، وهي الفترة التي هاجر فيها حوالي 40000 يهودي إلى فلسطين العثمانية. وكان أغلبهم من روسيا وبولندا، وبعضهم من اليمن. كان ذلك هو الجيل الذي تحققت على يده النتائج الثقافية والسياسية والاجتماعية لدولة إسرائيل.

## الولايات المتحدة الأمريكية
أشار إيفارتس بوتيل جرين إلى أن جيل الثورة الأمريكية امتد من عام 1763 إلى 1790.

## يوغسلافيا
يتمثل جيل الثورة في يوغسلافيا في الجيل الذي وصل سن البلوغ في أثناء الحرب العالمية الثانية وما تلا ذلك من ظهور الشيوعية، أو بعد تلك الفترة مباشرة. وهو جيل تميز بتزايد الحراك الاجتماعي مقارنةً بالفترة السابقة التي عاشتها مملكة يوغسلافيا، الأمر الذي سمح لقطاع كبير من السكان بالحصول على تعليم. واتسم كذلك بالتوجه السريع نحو التحضر والتصنيع، مع تزايد نزح السكان من الريف إلى الحضر.